# Adèle Mafogang
Adèle Mafogang (* 28. Oktober 1998) ist eine kamerunische Leichtathletin, die sich auf den Siebenkampf spezialisiert hat. 2024 wurde sie in Douala Vizeafrikameisterin in dieser Disziplin.

## Sportliche Laufbahn
Erste internationale Erfahrungen sammelte Adèle Mafogang im Jahr 2018, als sie bei den Afrikameisterschaften in Asaba mit 57,57 s in der ersten Runde im 400-Meter-Lauf ausschied. 2022 belegte sie bei den Afrikameisterschaften in Port Louis mit 4709 Punkten den fünften Platz im Siebenkampf und im Jahr darauf gelangte sie bei den Spielen der Frankophonie in Kinshasa mit 15,55 s auf den siebten Platz im 100-Meter-Hürdenlauf. Zudem belegte sie mit 1,55 m den vierten Platz im Hochsprung und wurde mit 5,74 m Sechste im Weitsprung. Mit der kamerunischen 4-mal-400-Meter-Staffel gewann sie in 3:40,84 min die Silbermedaille hinter dem marokkanischen Team. 2024 gewann sie bei den Afrikaspielen in Accra mit 5181 Punkten die Bronzemedaille im Siebenkampf hinter der Beninerin Odile Ahouanwanou und Kemi Francis-Petersen aus Nigeria. Im Juni sicherte sie sich dann bei den Afrikameisterschaften in Douala mit 5527 Punkten die Silbermedaille hinter Odile Ahouanwanou aus Benin und belegte im Speerwurf mit 38,72 m den zehnten Platz.
In den Jahren 2021 und 2023 wurde Mafogang kamerunische Meisterin im 800-Meter-Lauf sowie 2021 auch über 400 Meter und 2023 und 2024 auch im Hochsprung sowie 2024 im Speerwurf.

## Persönliche Bestleistungen
- 400 Meter: 55,27 s, 19. Juni 2021 in Yaoundé
- 800 Meter: 2:13,93 min, 22. Mai 2021 in Douala
- 100 m Hürden: 15,02 s (+0,4 m/s), 23. Juni 2024 in Douala
- Hochsprung: 1,69 m, 23. Juni 2024 in Douala
- Weitsprung: 5,90 m (−0,1 m/s), 24. Juni 2024 in Douala
- Speerwurf: 41,37 m, 24. Juni 2024 in Douala
- Siebenkampf: 5527 Punkte, 24. Juni 2024 in Douala